# 클루브 나시오날

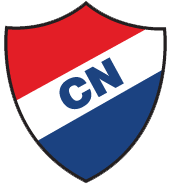

클루브 나시오날(Club Nacional)은 파라과이 아순시온의 축구 클럽이다. 1904년 창단하였다.

## 선수 명단

### 현역
참고: FIFA 자격 규정에 따라 소속된 국가대표팀 국기를 표시합니다. 선수는 복수의 FIFA 비회원국 국적을 가지고 있을 수 있습니다.
| 번호 | 포지션 | 국적 | 이름 |
| ---- | ------ | ---- | ---- |

| 번호 | 포지션 | 국적 | 이름          |
| ---- | ------ | ---- | ------------- |
| 31   | FW     |      | 나자리노 바잔 |

## 역대 감독
| 감독                     | 임기        |
| ------------------------ | ----------- |
| 마누엘 플레이타스 솔리치 | 1937 ~ 1938 |
| 프란시스코 아르세        | 2019        |

틀:클루브 나시오날
틀:클루브 나시오날 감독